# Неёлово-2
Неёлово-2  или Неёлово 2-е — деревня в Псковском районе Псковской области России. Административный центр Логозовской волости Псковского района.
| 2001 | 2002 | 2010 | 2012 |
| ---- | ---- | ---- | ---- |
| 44   | ↗47  | ↗89  | ↘72  |

Расположена к югу от деревни Неёлово-1, расположенной на Рижском шоссе (трасса Псков — Изборск — Рига А212) в 5 км к западу от Пскова. С центром города через Неёлово-1 связана автобусными маршрутами № 7, 7А, 15, а также маршрутным такси № 360.
Численность населения составляет 47 жителей (перепись 2002 года).

## История
До 2005 года входила в состав Тямшанской волости.